# 청자 음각 연꽃 넝쿨 무늬 매병
청자 음각연화당초문 매병(靑磁 陰刻 蓮花唐草紋 梅甁)은 연꽃과 덩굴무늬를 음각으로 넣은, 고려청자 매병이다.

## 특징
각진 입 부분과 어깨에서부터 벌어져 풍만하면서도 유려한 곡선을 보여주는 동체로 이루어져 훤칠한 맛이 나는, 잘생긴 매병이다. 몸체 전면에 비스듬히 깎은 비교적 굵은 선으로 음각된 연화당초문이 대범하게 장식되었으며, 굽 둘레에는 간결한 뇌문대가 돌려 있다. 유색은 담녹청색으로 맑고 빛깔의 깊이가 있으며, 은은한 광택이 나 있다. 그물모양의 유빙렬이 성기게 나있다. 원래 이 매병은 중국 송대의 매병에서 그 연원을 찾을 수 있으며, 고려 중기에 전래된 이후 세련되기 시작하여 고려의 독특한 아름다움을 이루어내게 된 것이다. 12세기 후반 강진 사당리 가마에서 제작되었던 것으로 추정되는, 대표적인 작품의 하나이다.

## 주해
1. ↑  매병이란 병의 아가리가 좁고 몸의 어깨는 넓으며 아래로 갈수록 홀쭉해지는 병을 말한다.
2. ↑  유빙렬(釉氷裂)은 도자기를 가마에서 꺼낸 뒤에 유약이 식으면서 간 금을 이르는 말이다.

## 참고 자료
- 청자 음각 연꽃 넝쿨 무늬 매병 - 국가유산청 국가유산포털

 본 문서에는 서울특별시에서 지식공유 프로젝트를 통해 퍼블릭 도메인으로 공개한 저작물을 기초로 작성된 내용이 포함되어 있습니다.